# Mihály Tóth
Mihály Tóth, nascido Mihalj Tot - em sérvio, Михаљ Тот (Bezdan, 14 de setembro de 1926 - Budapeste, 7 de março de 1990) - foi um futebolista húngaro.

## Carreira
Tóth nasceu na antiga Iugoslávia, em uma cidade da Vojvodina, região autônoma marcada pela importante comunidade húngara. Na terra de suas origens, a Hungria, seu nome é Tóth Mihály. Jogou futebol por quatorze anos, todos eles dedicados ao Újpesti Dózsa, onde atuava como ponta-esquerda. Ingressou na equipe em 1949 e nela aposentou-se em 1963.[carece de fontes?]
Tóth ganhou apenas uma vez o campeonato húngaro, em 1960. O Újpesti, segundo maior vencedor da competição, esteve relegado a segundo plano na época em que Tóth jogou: ele e o rival Ferencváros tornaram-se coadjuvantes após a reforma dirigida pelo vice-ministro dos esportes, Gusztáv Sebes, que reuniu os melhores jogadores nos times apropriados pelo exército e pela polícia, respectivamente o Kispest e o MTK Hungária, que passaram a chamar-se Honvéd (Defensor) e Vörös Lobogó (Estrela Vermelha).
Pela Hungria, Tóth debutou ainda em 1949 e fez seu último jogo em 1957. Participou da Copa do Mundo de 1954, onde os magiares realizaram uma assombrosa campanha, cuja decepção foi o vice-campeonato. Ele jogou apenas duas partidas, pois o dono da posição era Zoltán Czibor. A primeira foi contra o Brasil, onde recebeu a oportunidade pois Czibor foi deslocado para o meio-de-campo, onde assumiria a posição de Ferenc Puskás que, lesionado, não poderia jogar.
A partida, lembrada bastante por sua violência, ficou conhecida como "Batalha de Berna" e Tóth não saiu ileso, deixando o gramado mancando ao fim do primeiro tempo após ser espremido por Nilton Santos e Pinheiro em um lance. Tóth, ainda assim, teria tido participação no quarto gol húngaro, de forma irregular: estava fora de campo, recebendo em posição de impedimento a bola que cruzaria para Sándor Kocsis marcar de cabeça. Em outros relatos, quem estava fora de campo e voltou sem autorização do juiz foi o próprio Kocsis. ´
Após não ser utilizado nas semifinais, mesmo com Puskás novamente não podendo atuar, Tóth voltou a ser escalado na final mesmo com a grande estrela do elenco retornando aos campos. Não se envolveu em lances importantes na partida, vencida em uma surpreendente virada por 3 x 2 pela Alemanha Ocidental.[carece de fontes?]

## Títulos
- Vice - Copa do Mundo de 1954[carece de fontes?]